# Malattia di Newcastle

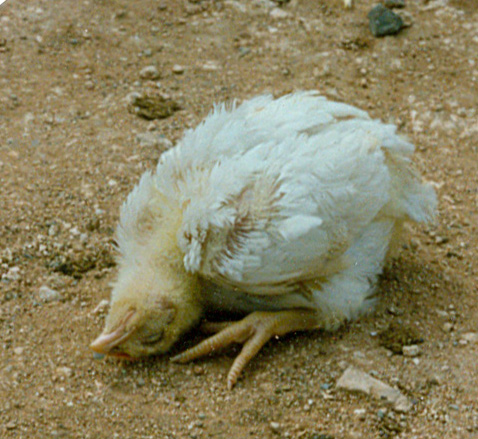
Pollo che presenta il tipico sintomo del torcicollo dato dalla malattia di Newcastle.

La malattia di Newcastle è una malattia infettiva degli uccelli domestici e selvatici; prende il nome dalla città inglese di Newcastle upon Tyne, dove fu identificata per la prima volta nel 1927. Conosciuta anche come pseudopeste aviaria.

## Causa
L'agente eziologico è un virus classificato nel genere Avulavirus, famiglia delle Paramyxoviridae. In base alla loro virulenza i ceppi virali appartenenti a questo genere sono descritti come:
- Velogeni, così chiamati perché provocano rapidamente la morte degli embrioni di pollo utilizzati in laboratorio; in natura sono responsabili di malattia ad alto tasso di mortalità (la malattia di Newcastle vera e propria); a loro volta sono suddivisi in Viscerotropi, con tropismo per l'apparato gastro-enterico, e Neurotropi, con tropismo per il SNC (oltre ad altri organi);
- Mesogeni; provocano una malattia respiratoria a bassa mortalità;
- Lentogeni; provocano sintomi respiratori lievi o addirittura infezione asintomatica.

Secondo la legislazione europea, si parla di malattia di Newcastle solo se il virus isolato dagli uccelli ha un Indice di Patogenicità Intracerebrale pari o superiore a 0,7 o se possiede una determinata sequenza aminoacidica nell'estremità terminale di due proteine virali.

## Trasmissione
Il virus si trova nelle feci e viene assunto per inalazione in seguito a contatto diretto o con lettiera e attrezzature contaminate. Il movimento di persone ed automezzi può diffondere l'infezione tra un allevamento e l'altro.

## Specie colpite
Specie più sensibili sono pollo e tacchino, ma oltre 250 specie di uccelli sono suscettibili al virus; gli uccelli acquatici selvatici possono essere portatori asintomatici di ceppi velogeni ed i piccioni, per i loro contatti sia con i domestici che con i selvatici, possono introdurre il virus negli allevamenti.

## Sintomatologia
I ceppi velogeni provocano una malattia ad andamento acuto ed alta mortalità; con alcuni ceppi (viscerotropi) prevalgono sintomi respiratori (dispnea grave) e gastroenterici (diarrea), con altri (neurotropi) si osservano sintomi neurologici come paralisi, torcicollo, movimenti di maneggio. I ceppi mesogeni provocano una sintomatologia respiratoria meno grave, ma possono causare alta mortalità tra gli individui più giovani.

## Profilassi
Sono disponibili vaccini da somministrare già nei primi giorni di vita. Le misure di biosicurezza (disinfezioni e controllo degli ingressi) riducono il rischio di introdurre il virus in allevamenti indenni.